# Basavana Bagevadi
Basavana Bagevadi è una suddivisione dell'India, classificata come town panchayat, di 28.582 abitanti, situata nel distretto di Bijapur, nello stato federato del Karnataka. In base al numero di abitanti la città rientra nella classe III (da 20.000 a 49.999 persone).

## Geografia fisica
La città è situata a 16° 34' 60 N e 75° 58' 0 E e ha un'altitudine di 607 m s.l.m..

## Società

### Evoluzione demografica
Al censimento del 2001 la popolazione di Basavana Bagevadi assommava a 28.582 persone, delle quali 14.616 maschi e 13.966 femmine. I bambini di età inferiore o uguale ai sei anni assommavano a 4.642, dei quali 2.399 maschi e 2.243 femmine. Infine, coloro che erano in grado di saper almeno leggere e scrivere erano 15.095, dei quali 9.208 maschi e 5.887 femmine.